# Hughley
Hughley – wieś i civil parish w Anglii, w hrabstwie Shropshire. W 2001 civil parish liczyła 59 mieszkańców.